# Сехеміб
Сехеміб — давньоєгипетський фараон з II династії.

## Життєпис
Відповідно до царських списків, був спадкоємцем Перібсена, однак, цілком імовірно, що Перібсен і Сехеміб є однією й тією ж особою.